# Amara Muzik
Amara Muzik is een Indiaas platenlabel, dat Odia, Gujarati, Bengali en Chhattisgarhi muziek uitbrengt. Het label werd in 2015 opgericht door Naveen Bhandari, de huidige baas van de onderneming. Het label is gevestigd in Chennai.
Amara Muzik richt zich op digitale and mobiele media.

## Geschiedenis
Amara Muzik verkreeg in 2016 de audio- en videocatalogus van Micro Broadcasting Corporation (MBC), bestaande uit 160 Odia songs.
In datzelfde jaar ging het zich ook richten op de markt in West-Bengalen, Chhattisgarh en Gujarat. De onderneming brengt haar muziek online aan de man, via onder andere YouTube, iTunes, Deezer, Spotify, Google Play, Amazon music, Daily motion, Yupp TV en, Guvera, alsook via streaming (Eros Now, Saavn, Gaana etc.).

## Filmmuziek
Hieronder volgt een selectie van albums die door Amara Muzik zijn uitgebracht.
| Film                           | Taal          |
| ------------------------------ | ------------- |
| Lagan Mora Sajan               | Chhattisgarhi |
| Gunda                          | Odiya         |
| Pehla Adhi Akshar              | Gujarati      |
| Raja Chhatisgarhiya 2          | Chhattisgarhi |
| Aroni Takhon                   | Bengali       |
| Kuheli                         | Bengali       |
| Ludo                           | Bengali       |
| Antarleen                      | Bengali       |
| Romantic Noy                   | Bengali       |
| TEENANKO                       | Bengali       |
| Hothat Dekha                   | Bengali       |
| Balighara                      | Odiya         |
| Neerajanam                     | Telugu        |
| Kiriti o Kalo Bhromor          | Bengali       |
| Potadar Kirtee                 | Bengali       |
| Mister Bhaduri                 | Bengali       |
| VIRUS                          | Bengali       |
| Shaheb Bibi Golaam             | Bengali       |
| Praktan                        | Bengali       |
| Bastushaap                     | Bengali       |
| Jenana                         | Bengali       |
| BABY (2016)                    | Odiya         |
| Sweet Heart                    | Odiya         |
| Bye Bye Dubai                  | Odiya         |
| Revenge                        | Odiya         |
| Agastya                        | Odiya         |
| Zabardast Premika              | Odiya         |
| Hela Mate Prema Jara           | Odiya         |
| Gote Suaa Gote Sari            | Odiya         |
| Tu Kahibu Na Mu                | Odiya         |
| Ashique                        | Odiya         |
| Jouthi Tu Seithi Mu            | Odiya         |
| Kehi Nuhen Kahara              | Odiya         |
| Lekhichhi Naa Tora             | Odiya         |
| Love You Hamesha               | Odiya         |
| Maya                           | Odiya         |
| God Father                     | Odiya         |
| Mo Dil Kahe Illu Illu          | Odiya         |
| To Sathe Bandha Mo Jibana Dori | Odiya         |
| 'Tume Thile Sathire            | Odiya         |
| Ashok Samrat                   | Odiya         |
| Khei Jane Bhala Lage Re        | Odiya         |
| Salam Cinema                   | Odiya         |
| Panchamurta                    | Odiya         |
| Sapatha                        | Odiya         |
| Thookol                        | Odiya         |
| Gud Boy                        | Odiya         |
| Matric Fail                    | Odiya         |
| Idiot                          | Odiya         |
| Rangeela Toka                  | Odiya         |
| Jaggu Autowallah               | Odiya         |
| Sala Budha                     | Odiya         |
| Bandhan                        | Odiya         |
| Mu Premi Mu Pagal              | Odiya         |
| Balunga Toka                   | Odiya         |
| Kichi Khata Kichi Mitha        | Odiya         |
| Loafer                         | Odiya         |
| Daibee Krupa                   | Odiya         |
| Jai Jagannath                  | Odiya         |
| Talophotoka                    | Odiya         |
| Hey Baba Saburi Mallik Tume    | Odiya         |
| Nimdaru                        | Odiya         |
| Khare Kalia                    | Odiya         |
| Chandan Chhita                 | Odiya         |
| I'm Mad For You                | Odiya         |
| Adim Vichar                    | Odiya         |
| Shara Jaluchi                  | Odiya         |